# ديفيد بتريوس
ديفيد بتريوس (بالإنجليزية: David Petraeus) ولد في ولاية نيويورك في 7 نوفمبر 1952 لوالدين من أصول هولندية وكان والده يعمل بحاراً وتخرج من مدرسة «كورنويل» العليا وانضم إلى القوات المسلحة الأمريكية.
تخرج عام 1974 من الأكاديمية العسكرية الأمريكية المشهورة «ويست بوينت» وعمل في مجال القوات البرية وتولى مناصب قيادية في قوات المظليين الآلية والمشاة الجوية الهجومية في أوروبا والشرق الأوسط والولايات المتحدة.
وهو متزوج من ابنة جنرال أمريكي متقاعد كان يعمل رئيساً لأكاديمية «ويست بوينت».
حصل «بتراوس» على شهادة الدكتوراة في العلاقات الدولية من جامعة برنستون وعمل استاذاً مساعداً في الأكاديمية العسكرية الأمريكية كما أنه زميل في جامعة جورج واشنطن.

## حياته العسكرية
شارك «بتراوس» في الغزو الأمريكي للعراق عام 2003 إذ كان قائداً للفرقة 101 المحمولة جواً وكان من مهمات الفرقة احتلال محافظة نينوى ومركزها مدينة الموصل، وهي من أكبر المدن العراقية، وعقب انتهاء مهمة الفرقة التي كان يتولى قيادتها عاد إلى واشنطن، وذلك قبل أن يتم ترشيحه للعودة إلى العراق كقائد للقوات الأمريكية خلفاً للجنرال جورج كيسي.
كان من أهم أسباب ترشيحه لهذا المنصب أنه أحد مهندسي الخطة الجديدة للرئيس الأمريكي «جورج بوش» لإخراج الجيش الأمريكي من العراق والتي تقضي بإرسال 21500 جندي أمريكي إضافي إلي بغداد لمواجهة تنظيم القاعدة التي تشكل خطراً كبيراً على القوات الأمريكية وكانت سبباً رئيسياً في إقالة سلفه. يتمتع «بترايوس» بخلفية إعلامية جيدة في الأوساط الأمريكية ساعدت علي وضعه في مقدمة المرشحين لهذا المنصب.
يحتل «بتريوس» مكانة خاصة في الأوساط العسكرية حيث يكيل له الجميع المديح خلال الفترة التي أمضاها - عامين ونصف العام - في العراق كقائد للفرقة 101 المحمولة وكرئيس لبعثة تدريب قوات الأمن المحلية والتي حقق فيها أهداف كثيرة للاحتلال.
وافقت لجنة القوات المسلحة في الكونغرس الأمريكي بالإجماع على تعيينه في 25 يناير 2007 خلفاً لجورج كيسي. إلا أن بعض المحللين السياسيين والعسكرين كانوا يرون أن مجيء «بترايوس» قد لا يساعد على انتشال أمريكا من مستنقع الفشل الذي تغرق فيه في العراق آنذاك، حيث أن مسؤولية هزيمة القوات الأمريكية في العراق لا تقع على عاتق «كايسي» وحده.

## وصلات خارجية
- "ديفيد بتريوس collected news and commentary". وول ستريت جورنال.
- مرات الظهور على سي-سبان
- ديفيد بتريوس على موقع Charlie Rose
- ديفيد بتريوس على موقع IMDb (الإنجليزية)
- ديفيد بتريوس على موقع الموسوعة البريطانية (الإنجليزية)
- ديفيد بتريوس على موقع مونزينجر (الألمانية)
- ديفيد بتريوس على موقع إن إن دي بي (الإنجليزية)
- ديفيد بتريوس على موقع قاعدة بيانات الفيلم (الإنجليزية)
- أخبار مُجمّعة وتعليقات عن ديفيد بتريوس في موقع صحيفة نيويورك تايمز.
- ديفيد بتريوس أخبار متعلقة على موقع صحيفة الغارديان
- ديفيد بتريوس على إن إن دي بي